# Sida Košutić
Sida Košutić (n. 20 martie 1902, Comuna Radoboj, Krapina-Zagorje, cantonul Krapina-Zagorje, Croația – d. 13 mai 1965, Zagreb, Republica Socialistă Croația, RSF Iugoslavia) a fost o scriitoare, jurnalistă, poetă și povestitoare croată.
A urmat școala elementară în orașul natal Radoboj, gimnaziul și liceul la Karlovac și Zagreb, apoi a studiat pedagogia la Universitatea din Zagreb. Din 1939 până în 1944 a fost redactor de ziare și, după 1945, a lucrat ca corector până la pensionarea din 1948. Este reprezentată în antologii poetice și în proza literaturii croate contemporane.
Este cunoscută mai mult pentru trilogia sa 'S naših njiva („Din câmpurile noastre”), colecția de poezie K svitanju (În zori) și pentru romanele Mimoza sa smetljišta, Vrijeska, precum și pentru colecțiile de nuvele Solsticij srca, Breza („Mesteacăn”) , Priče și altele.